# Taubergau
Der Taubergau war ein mittelalterlicher Gau im Taubergrund im nordöstlichen Baden-Württemberg. Der Gau umfasste unter anderem die heutigen Orte Tauberbischofsheim, Bad Mergentheim, Weikersheim, Sonderhofen, Baldersheim und Lauda-Königshofen.
Grafensitz war vermutlich die Burg Mergentheim, aber auch Ingersheim war wohl ein bedeutender Ort.
Der Taubergau war einer der größten Gaue des Herzogtums Franken. Aufgrund seiner Größe wurde er auf Höhe von Lauda und Tauberbischofsheim in einen „oberen“ und einen „unteren Taubergau“ aufgeteilt.

## Gaugrafen
- 807: Audulf (später Statthalter in Baiern)[3]
- 961[4], 962, 972 und 973: Gerung
- 1018 und 1054: Hezilo (vermutlich aus der Familie Weikersheim-Hohenlohe)

## Alternative Schreibweisen
Andere Schreibweisen sind beispielsweise Tubergowe, Tubrigowe, Dubragawe und latinisiert Dubragagensis pagus.